# L'Ordonnance
Pour les films, voir L'Ordonnance (film, 1921) et L'Ordonnance (film, 1933).
L'Ordonnance est une nouvelle de Guy de Maupassant, parue en 1887.

## Historique
L'Ordonnance est initialement publiée dans la revue Gil Blas du 23 août 1887, puis dans le recueil  La Main gauche en 1889.

## Résumé
Après l'enterrement de sa jeune femme, le colonel de Limousin trouve une lettre sur sa table de travail et convoque son ordonnance...

## Éditions
- 1887 - L'Ordonnance, dans Gil Blas
- 1889 - L'Ordonnance, dans le supplément de La Lanterne du 6 juin 1889
- 1889 - L'Ordonnance, dans La Vie populaire du 9 juin 1889
- 1889 - L'Ordonnance, dans La Main gauche recueil paru en 1889 chez l'éditeur  Paul Ollendorff
- 1979 - L'Ordonnance, dans Maupassant, Contes et nouvelles, tome II, texte établi et annoté par Louis Forestier, Bibliothèque de la Pléiade, éditions Gallimard.

## Lire
- Lien vers la version de L'Ordonnance dans La Main gauche,

## Adaptations
- L'Ordonnance (1921), film français de Victor Tourjanski
- L'Ordonnance (1933), film français de Victor Tourjanski